# Jan Palach
Jan Palach (11. kolovoza 1948. – 19. siječnja 1969.), češki domoljub, student povijesti i političke ekonomije na Karlovu sveučilištu u Pragu. Nakon invazije pet zemalja Varšavskoga pakta na Čehoslovačku (1968.), Palach je 16. siječnja 1969., usred Praga sam sebe zapalio i tako postao simbolom suvremene borbe Čeha i Slovaka za slobodu. 
Pet članica Varšavskoga pakta izvelo je invaziju na Čehoslovačku u kolovozu 1968., ne bi li na taj način zaustavili započete reforme liberalizacije društva koju je potaknula tadašnja vlada Aleksandra Dubčeka za vrijeme Praškog proljeća. Palach je umro nakon što se sam zapalio na Vaclavskom trgu, 16. siječnja 1969.
Pogreb Jana Palacha se pretvorio u opći prosvjed protiv tadašnje političke situacije u kojem se nalazila Čehoslovačka. Mjesec dana kasnije (25. veljače 1969.) još se jedan student, Jan Zajíc, također zapalio na istom mjestu. Dva mjeseca iza toga, u travnju, Evžen Plocek je učinio isto u češkom gradu Jihlava. Osim trenutnog šoka, samozapaljenja nisu imali drugog učinka na političko stanje u zemlji. 
Nekoliko mjeseci ranije, 8. studenog 1968., Poljak, Ryszard Siwiec, spalio se u Varšavi tijekom prosvjeda koji su se održavali u znak protesta napada članica Varšavskog pakta na ČSSR, a ponajprije poljskog sudjelovanja u invaziji. Siwiec je umro nakon četiri dana (12. studenog) u bolnici. No, malo je vjerojatno da je Palach znao za taj prosvjedni čin, jer su taj događaj u potpunosti bili zataškali komunistički čelnici. Prva vijest o tom događaju bila je emitirana na valovima Radija Slobodna Europa tek dva mjeseca poslije smrti Jana Palacha.   
Nakon pada komunizma, Palach je u Pragu posmrtno odlikovan brončanim križem kojeg su uzidali na mjesto samozapaljenja, pokraj Narodnog muzeja. Uz to, trg je preimenovan njemu u čast. Češki astronom Luboš Kohoutek, koji je napustio Čehoslovačku odmah naredne godine, nadjenuo je ime asteroidu koji je bio otkriven 22. kolovoza 1969. Palach. (1834 Palach).
Moguće je, da su kasniji slučajevi samozapaljenja bili potaknuti nesretnom popularnošću Jana Palacha u medijskim krugovima. U proljeće 2003., šest se mladih Čeha srednjoškolaca nasmrt spalilo, između ostalog i odlikaš Zdeněk Adamec koji se spalio 6. ožujka 2003. gotovo na istom mjestu, pokraj Narodnog muzeja, ostavivši pred tim oproštajnu poruku na Internetu, gdje se jasno ukazivalo na Palacha i ostale koji su počinili samoubojstvo 1969. Razlog tih samoubojstava je nerazjašnjen, a samozapaljivanja se poslije nisu pojavljivala.

## Vanjske poveznice
- Palachova biografija (na češkom)
- Spomen stranica Radio Praga